# (11777) Hargrave
(11777) Hargrave ist ein Asteroid des inneren Hauptgürtels, der am 16. Oktober 1977 von dem niederländischen Astronomenehepaar Cornelis Johannes van Houten und Ingrid van Houten-Groeneveld entdeckt wurde. Die Entdeckung geschah im Rahmen der 3. Trojaner-Durchmusterung, bei der von Tom Gehrels mit dem 120-cm-Oschin-Schmidt-Teleskop des Palomar-Observatoriums aufgenommene Feldplatten an der Universität Leiden durchmustert wurden, 17 Jahre nach Beginn des Palomar-Leiden-Surveys.
Der Asteroid gehört zur Nysa-Gruppe, einer nach (44) Nysa benannten Gruppe von Asteroiden (auch Hertha-Familie genannt, nach (135) Hertha). Die zeitlosen (nichtoskulierenden) Bahnelemente von (11777) Hargrave sind fast identisch mit denjenigen des kleineren, wenn man von der Absoluten Helligkeit von 14,6 gegenüber 14,3 ausgeht, Asteroiden (10494) 1986 QO3.
(11777) Hargrave wurde am 1. Mai 2003 nach dem australischen Astronomen und Luftfahrtpionier Lawrence Hargrave (1850–1915) benannt. Als erster Mensch Australiens hob Hargrave 1894 mit einem Flugapparat ab, der schwerer als Luft war.